# Cikáni

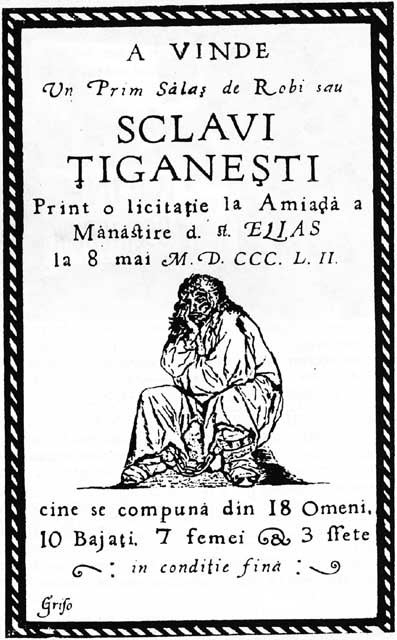
Leták z roku 1852, oznamující aukci cikánských otroků ve Valašsku (18 mužů, 10 hochů, 7 žen a 3 dívky)

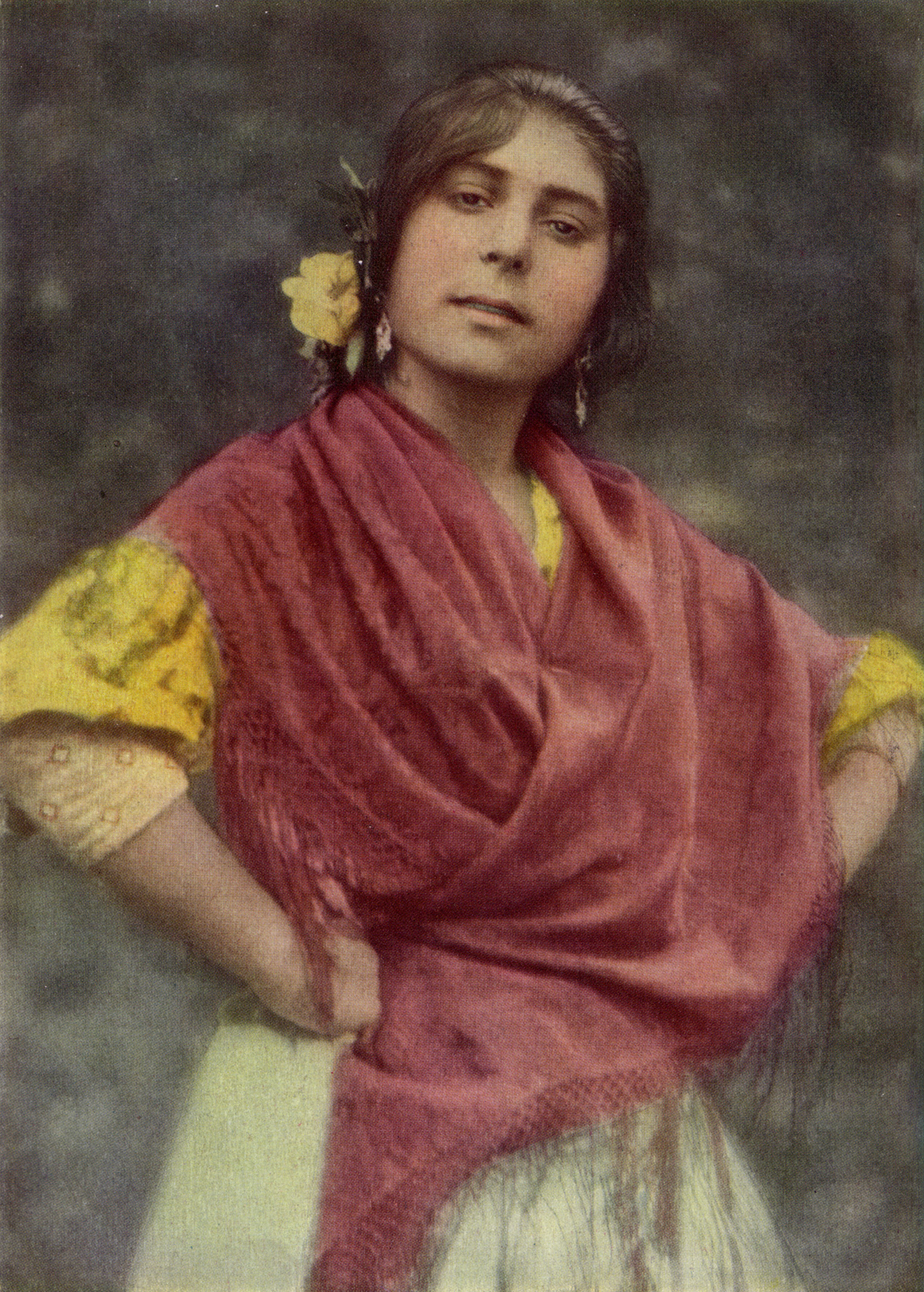
Španělská cikánka, National Geographic Magazine březen 1917

Cikáni (též zastaraleji cigáni) jsou český výraz (exoetnonymum) pro příslušníky romského nebo sintského etnika.[zdroj?] Antropologická skupina se označuje slovem cikáni s malým „c“, cikánský národ slovem Cikáni s velkým „C“. V přeneseném významu jsou výrazem cikáni označováni lidé naplňující svými vzhledovými nebo povahovými vlastnostmi stereotypní, často negativní představu Cikánů, například je-li někdo opálený a snědý, tulák a dobrodruh, lhář, podvodník či zloděj.
Od Mezinárodního romského sjezdu v roce 1971 se objevuje požadavek Romů, aby nebyli označováni jako Cikáni, ale jako Romové, sdružení Sintů naopak proti tomuto požadavku protestovalo.

## Etymologie
České slovo cikán (jako označení antropologické skupiny psáno tradičně s malým písmenem, nově[zdroj⁠?!] se častěji používá jako označení národa, tedy s velkým písmenem – Cikán) má stejně jako výrazy v řadě dalších jazyků prapůvod v řeckém Atsinganoi (Atzinganoi), kterým toto etnikum nazývali v byzantské říši. Toto pojmenování se datuje do roku 1100. Zmínka se zachovala v klášteře Na poloostrově Athos.
 Výraz zřejmě souvisí se záměnou Romů se sektou athinganů (athinganoi) (v 8. století ve Frýgii), jejíž příslušníci se později přistěhovali mj. na Balkán.

### Ostatní jazyky
Pojem cikán je velice podobný v mnoha evropských jazycích:
- cigán slovensky
- Zigeuner německy
- zingaro italsky
- cigano portugalsky
- Tsigane francouzsky
- Циганин (ciganin) bulharsky
- τσιγγάνος (tsiganos) řecky
- cygan polsky
- ţigan rumunsky
- цыган (cygan) rusky
- циган (cyhan) ukrajinsky
- циган (cigan) srbsky
- zigenare švédsky
- sigøyner norsky
- cigány maďarsky
- çingene turecky
- čigāns lotyšsky
- čigonas litevsky

Další označení jsou odvozena od domnělé země jejich původu: Podle Egypta v řečtině (alternativní název γύφτος), angličtině (gypsy), španělštině (gitano), vypůjčené do francouzštiny (Gitan) pro skupiny přicházející ze Španělska. Další zemí jsou Čechy (la Bohème) a od ní odvozený třetí francouzský výraz (bohémien).

## Historické užití
Zřejmě nejstarší dochovaný český záznam tohoto slova pochází z roku 1416, ačkoliv nelze vyloučit (a fakt, že soudobý kronikář necítil potřebu význam slova vysvětlit, to potvrzuje), že se používalo dlouho předtím: 
| „ | Toho roku se po české zemi toulali cikáni a okrádali lidi. | “ |

Slovník česko-cikánský a cikánsko-český vydal již v roce 1889 kněz Josef Ješina.
Slova Cikán, Cikánka, cikánský apod. byla běžně užívána v české literatuře 19. a 20. století (např. Karel Hynek Mácha: Cikáni, Bohumil Hrabal: povídka Romance apod.)

Výraz Romové apod. se začíná v češtině objevovat v 70. letech 20. století buď samostatně (např. Milena Hübschmannová: Romské pohádky, 1973) nebo ve spojení Cikáni–Romové (např. Vlastislav Häufler: Národnostní poměry České socialistické republiky, 1976). Ve výjimečné souvislosti užil už ve 40. letech 20. století slovo rómové Eduard Bass v Lidech z maringotek: 
| „                                      | ...v lesích za Pelhřimovem jsem narazil na cikánský tábor. Byli to čáčovní rómové, jako hodní cikáni, samí butlengři, kotláři. | “ |
| — Eduard Bass:Lidé z maringotek (1942) | |   |

## Významy, použití dnes

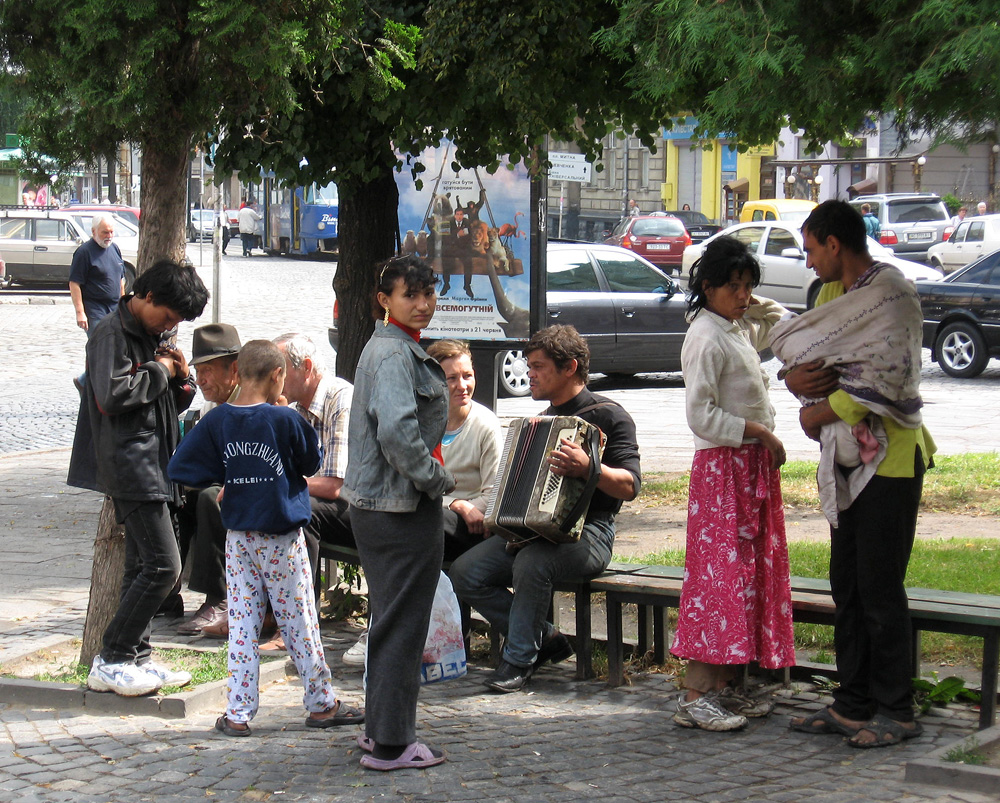
Cikáni ve Lvově, Ukrajina

V roce 1971 proběhl historicky první Mezinárodní romský sjezd (World Romani Congress), kde se Romové ze 14 zemí (včetně ČSSR) dohodli na používání slova Romové. Od té doby se datuje romský požadavek, aby byl tento název majoritou respektován.
I toto řešení je však zčásti nejednotné. Kritizována je hlavně skutečnost, že pojem Romové, pokud je užíván souhrnně, nerespektuje existenci jiných skupin cikánského národa. V Německu svaz Sinti Allianz Deutschland (jeden ze dvou německých cikánských svazů) podporuje názor, že název Romové je ve skutečnosti diskriminační, zatímco označení Cikán považuje za neutrální a za správné, protože zahrnuje všechny cikánské národnostní skupiny. Na webových stránkách Aliance se mj. píše: „Zasazujeme se o to, aby ústřední památník evropským Cikánům, kteří byli pronásledováni nacionálně socialistickým režimem, byl zbudován pro všechny Cikány a ne jen pro Romy a Sinty.“

## Sebepojmenování romských skupin
Ačkoliv ne všechny skupiny Romů označují sami sebe „Rom“, ke společnému původu se hlásí všichni, hlavně jde-li o dichotomii Rom-gádžo (nerom).
K jiným používaným endonymům patří:
- Sintové, žijící převážně v Německu.[22][23] Sintové o sobě nemluví jako o Romech, ale svůj jazyk označují „romanes“ („mluvit romsky“).[23]
- Manušové, zastoupeni převážně ve Francii.[22][24] Manušové jsou podskupinou Sintů[24]. Výraz „manuš“ znamená v sanskrtu, novoindických jazycích a romštině „člověk“, „manuša“ znamená „lidé“.[25][26]
- Calé (či Kale), žijící ve Španělsku a Portugalsku[22][27] Kale znamená v romštině „černý“.[27] Pro svůj jazyk používají slovo „kale“ a jedná se o pararomštinu.[28]
- Kalé, žijící ve Finsku.[22][29]; stejné endonymum se španělskými Calé pravděpodobně vzniklo náhodně.[30]
- Kalé, žijící ve Walesu, původem ze Španělska[31]
- Romanichalové (čteno „Romaničelové“), žijící převážně ve Spojeném království.[32]

Výše uvedené skupiny se dělí do ještě menších podskupin a rodů; například Olašští Romové představují asi 10 % romské populace v České republice a nadále se dělí na Lováry (původně konští handlíři) a Kalderaše (původně výrobci kotlů).
Všechny uvedené skupiny si ale v rámci základní dichotomie vůči neromům (gádžům) říkají Romové.

### Ostatní kočovné skupiny
Národní skupina Jenišů, často mylně zařazovaná do skupiny Romů, má s cikánským obyvatelstvem mnoho společných historických a sociologických stránek, jedná se však o samostatnou národní skupinu - která je ovšem jako taková úředně uznána jen ve Švýcarsku.
Jako „cikáni“ bývají označováni také irští Pavee, ačkoliv jde o etnické Iry.